# Platygyra carnosus
Platygyra carnosus är en korallart som beskrevs av Veron 2002. Platygyra carnosus ingår i släktet Platygyra och familjen Faviidae. IUCN kategoriserar arten globalt som nära hotad. Inga underarter finns listade i Catalogue of Life.